# WWE '12
WWE '12 è un videogioco di wrestling prodotto dalla THQ per Wii, Xbox 360 e Playstation 3, è il primo capitolo della serie WWE (da quando questa ha cambiato nome, poiché quando il gioco è stato pubblicato la Brand Extension non esisteva più; infatti fino all'edizione 2011 era nota come WWE SmackDown vs. Raw) e il quattordicesimo in totale.

## Modalità di gioco
(Tagline del videogioco)
Sono stati annunciati vari miglioramenti, anche significativi:
- Le prese non saranno più divise dicotomicamente tra forti/deboli, ma si baseranno sul momentaneo stato "mentale" dell'avversario.
- Durante il Royal Rumble match, i giocatori potranno interrompere l'eliminazione di un altro personaggio colpendo chi la sta attuando.
- È stato rimodellato il sistema di schienamenti, ora sarà tanto più difficile sfuggire ad un conto di tre quanto più il wrestler che lo sta subendo sarà danneggiato.
- L'intelligenza artificiale impedirà ai personaggi di usare troppe volte la stessa mossa, evitando quindi di rendere monotono il gioco; inoltre, sarà reintrodotta la possibilità di rubare mosse finali agli avversari.
- Nuove "wake up taunts" (insulti ed esultanze) permetteranno a chi le esegue di avere l'avversario (precedentemente a terra) ai loro piedi, pronti per eseguire la finisher (ad esempio, il gesto di Randy Orton di battere i pugni a terra prima di eseguire la sua RKO sull'avversario stordito).
- I videogiocatori avranno la possibilità, come nel wrestling reale, di indirizzare i propri colpi su una parte del corpo dell'avversario in particolare e ci sarà un nuovo tipo di minigioco per uscire dalle prese di sottomissione.
- Tornerà la modalità WWE Universe, che comprenderà nuovi ed imprevedibili eventi il cui sviluppo dipenderà esclusivamente dal giocatore; verrà migliorata anche la modalità "Road to WrestleMania".
- Avremo ancora la possibilità di creare superstars, entrate, mosse finali, storyline ed highlight reels, oltre a quella di condividere le proprie creazioni online.
- Le entrate, i colpi e le manovre d'attacco saranno completamente rinnovate.
- La dimensione delle cinture sarà più realistica di quelle viste nella serie Smackdown vs. Raw
- Ci saranno oltre 70 elementi sbloccabili. tra Superstar, Divas, Leggende, arene, titoli, attire alternativi e altro ancora.
- Confermata la Royal Rumble con 40 lottatori (come si è svolta nel gennaio 2011)
- Sarà possibile crear l'arena (l'aspetto del ring, ad esempio inserendo un logo tipico di un lottatore o altri disegni sul ring, sui cuscinetti degli angoli).
- Si potrà interferire su qualsiasi mossa di 2 avversari, comprese le finisher, grazie alla Predator Technology
- Ogni match potrà essere un match con un titolo in palio
- Il giocatore potrà decidere se intervenire o meno in un match, secondo la storyline che vuole creare e l'intervento non sarà più un'animazione ma verrà eseguito manualmente e saranno messi a disposizione un minuto per eseguire una finisher su uno dei partecipanti al match e per far rinvenire l'arbitro
- Alcuni personaggi (John Cena, Randy Orton, Kofi Kingston, Triple H, Daniel Bryan, The Undertaker, Rey Mysterio, John Morrison ed Edge) avranno l'abilità Comeback la quale consiste nel rialzarsi, se molto affaticati, e colpire, come nella realtà, l'avversario fino a procurarsi la finisher
- Si potrà creare il proprio show
- Si potrà anche modificare il nome degli eventi in modalità Universe e i titoli principali, secondari e femminili degli show.

Screenshot di gioco.

- Screenshot di gioco.Il 29 ottobre 2013 la 2K Sports annuncia che non offrirà più supporto per l'online di WWE'12. Questo significa che non si può più Caricare contenuti su Community Creations né giocare match Online.

## Edizioni
Saranno disponibili tre varianti del gioco, oltre a quello originale, disponibile solo negli USA, in Canada ed in Messico: la People Edition (contenente The Rock giocabile, un DVD sulla sua carriera ed una sua foto autografata), questa ha vinto la sfida (attraverso un sondaggio sul web) per decretare quale sarebbe stata la versione da collezione del gioco, battendo la Champ Edition (che avrebbe contenuto gadget su John Cena) e la Stratusfaction Edition (contenente un DVD sullo yoga ed una fedele replica dei guanti di Trish Stratus).
In Messico sulla copertina del videogame sarà presente come testimonial Sin Cara.
Il 25 maggio uscirà la versione post-WrestleMania contenente i personaggi normali più l'aggiunta di tutti i DLC.

## Sviluppo
La THQ ha promosso un nuovo sistema di animazione denominato "Predator Technology". Oltre a consentire ai giocatori di interrompere le mosse in qualsiasi momento, ogni mossa Finale non avrà più un'animazione ma verrà eseguita manualmente.

## Roster
| Superstars | Superstars | Divas | Divas                                            | Manager                                                            | Leggende |
| Raw | SmackDown! | Raw | SmackDown!                                       | Manager                                                            | Leggende |
| --- | --- | --- | ------------------------------------------------ | ------------------------------------------------------------------ | --- |
| - Alberto Del Rio - Alex Riley - Big Show - Chavo Guerrero - CM Punk - David Otunga - Dolph Ziggler - Drew McIntyre - Evan Bourne - Goldust - Jack Swagger - John Cena - John Morrison - Kofi Kingston - Mason Ryan - Michael Cole - Michael McGilicutty - The Miz - R-Truth - Rey Mysterio - Santino Marella - Vladimir Kozlov - Zack Ryder | - Brodus Clay - Christian - Cody Rhodes - Daniel Bryan - Ezekiel Jackson - Heath Slater - Husky Harris - Justin Gabriel - Kane - Mark Henry - Randy Orton - Sheamus - Sin Cara - Ted DiBiase Jr. - Tyson Kidd - Triple H - The Undertaker - Vladimir Kozlov - Wade Barrett - William Regal - Yoshi Tatsu | - Beth Phoenix - Brie Bella - Eve Torres - Kelly Kelly - Kharma - Maryse - Nikki Bella - Vickie Guerrero | - Alicia Fox - Layla - Michelle McCool - Natalya | - Justin Roberts - Ricardo Rodrìguez - Theodore Long - Tony Chimel | - Arn Anderson - Ax - Batista - Booker T - Brock Lesnar - Christian (Retro) - Eddie Guerrero - Edge - Edge (Retro) - Jerry Lawler - Jim Ross - Kane (Retro) - Kevin Nash - Mick Foley - Randy Savage - Ricky Steamboat - Road Warrior Animal - Road Warrior Hawk - The Rock - Shawn Michaels - Smash - Steve Austin - Trish Stratus - Vader - Vince McMahon |

### Tag-team e stable
- Demolition: Ax & Smash
- Divas of Doom: Beth Phoenix & Natalya
- Kane & Big Show
- David Otunga & Michael McGillicutty
- Heath Slater & Justin Gabriel
- The Road Warriors: Hawk & Animal
- Santino Marella & Vladimir Kozlov
- The Bella Twins: Brie Bella & Nikki Bella

### Campioni nel gioco
- WWE Champion: Alberto Del Rio
- World Heavyweight Champion: Randy Orton
- WWE Intercontinental Champion: Ezekiel Jackson
- WWE United States Champion: Dolph Ziggler
- WWE Unified Tag Team Champions: David Otunga & Michael McGillicutty
- WWE Divas Champion: Kelly Kelly

## Arene
- Raw
- SmackDown
- NXT
- Superstars
- Bragging Rights
- Elimination Chamber
- Extreme Rules
- Fatal 4-Way
- Hell in a Cell
- Money in the Bank
- Night of Champions
- Over the Limit
- Royal Rumble
- SummerSlam
- Survivor Series
- TLC: Tables, Ladders & Chairs
- Tribute to the Troops
- WCW Clash of the Champions
- WCW Monday Nitro
- WCW Starrcade
- WrestleMania XXVII

## Titoli
| WWE | WWF | WCW                                                                                                  | ECW                                                        |
| --- | --- | --- | ---------------------------------------------------------- |
| - WWE Championship - WWE Cruiserweight Championship - WWE Divas Championship - WWE Hardcore Championship - WWE Intercontinental Championship - WWE Intercontinental Championship (Attitude Era) - World Tag Team Championship - WWE Tag Team Championship - WWE Unified Tag Team Championship - WWE United States Championship - WWE Women's Championship - World Heavyweight Championship - World Heavyweight Championship (Attitude Era) | - WWF Million Dollar Championship - WWF European Championship - WWF Light Heavyweight Championship - WWF Undisputed Championship | - WCW Championship - WWE Championship (versione WCW) - World Heavyweight Championship (versione WCW) | - ECW Championship - ECW World Championship (Attitude Era) |

## Accoglienza
La rivista Play Generation diede alla versione per PlayStation 3 un punteggio di 86/100, apprezzando la nuova struttura di gioco che rendeva gli scontri più interessanti e come contro l'evoluzione grafica quasi nulla e qualche imprecisione di troppo nei controlli, finendo per trovarlo un titolo divertente e completo, dopo una serie di aggiornamenti venduti a prezzo pieno.